# فرانك جيبسون كوستيلو
فرانك جيبسون كوستيلو (بالإنجليزية: Frank Gibson Costello)‏ هو مهندس معماري أسترالي، ولد في 1903، وتوفي في 1987.